# Кіхельконна (волость)
Кіхельконна (ест. Kihelkonna vald) — волость в Естонії, у складі повіту Сааремаа.

## Положення
Площа волості — 245,94 км², чисельність населення на 1 січня 2006 року становила 891 особу.
Адміністративний центр волості — міське селище Кіхельконна. На території розташовано 41 село: Абайа (Abaja), Абула (Abula), Калласте (Kallaste), Калму (Kalmu), Каруйярве (Karujärve), Кехіла (Kehila), Кіірассааре (Kiirassaare), Котсма (Kotsma), Кураласе (Kuralase), Куреметса (Kuremetsa), Кюревере (Kurevere), Куумі (Kuumi), Куусіку (Kuusiku), Кирусе (Kõruse), Кииру (Kõõru), Лііва (Liiva), Лоона (Loona), Лятінііді (Lätiniidi), Ляягі (Läägi), Метсакюла (Metsaküla), Мяебе (Mäebe), Нееме (Neeme), Одалятсі (Odalätsi), Ойу (Oju), Пайумиіса (Pajumõisa), Підула (Pidula), Раннакюла (Rannaküla), Роотсікюла (Rootsiküla), Сепісе (Sepise), Тагамиіса (Tagamõisa), Таммесе (Tammese), Тохку (Tohku), Ундва (Undva), Ваігу (Vaigu), Варкйа (Varkja), Ведрука (Vedruka), Веере (Veere), Вікі (Viki), Вілсанді (Vilsandi), Віріта (Virita), Юру (Üru).
У волості розташовані озера Кіллату-Ярв, Мудаярв, Ооклема-Ярв, Пидрагу-Ярв, Сака-Ярв, Сарапіку-Ярв, Таугабе-Ярв, Тіїгі-Ярв, Яагараху-Ярв.

## Галерея

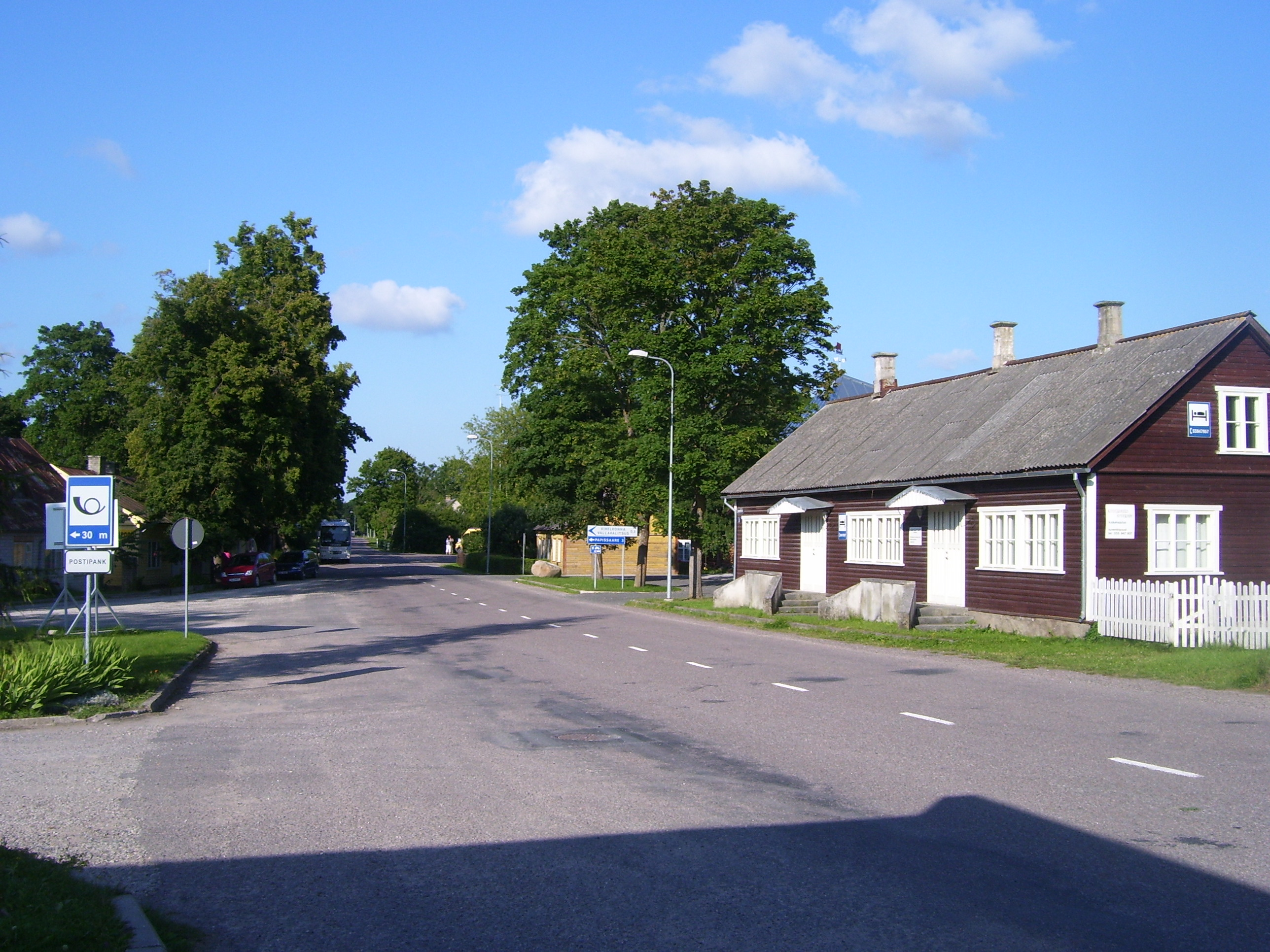
Будівля волосної управи
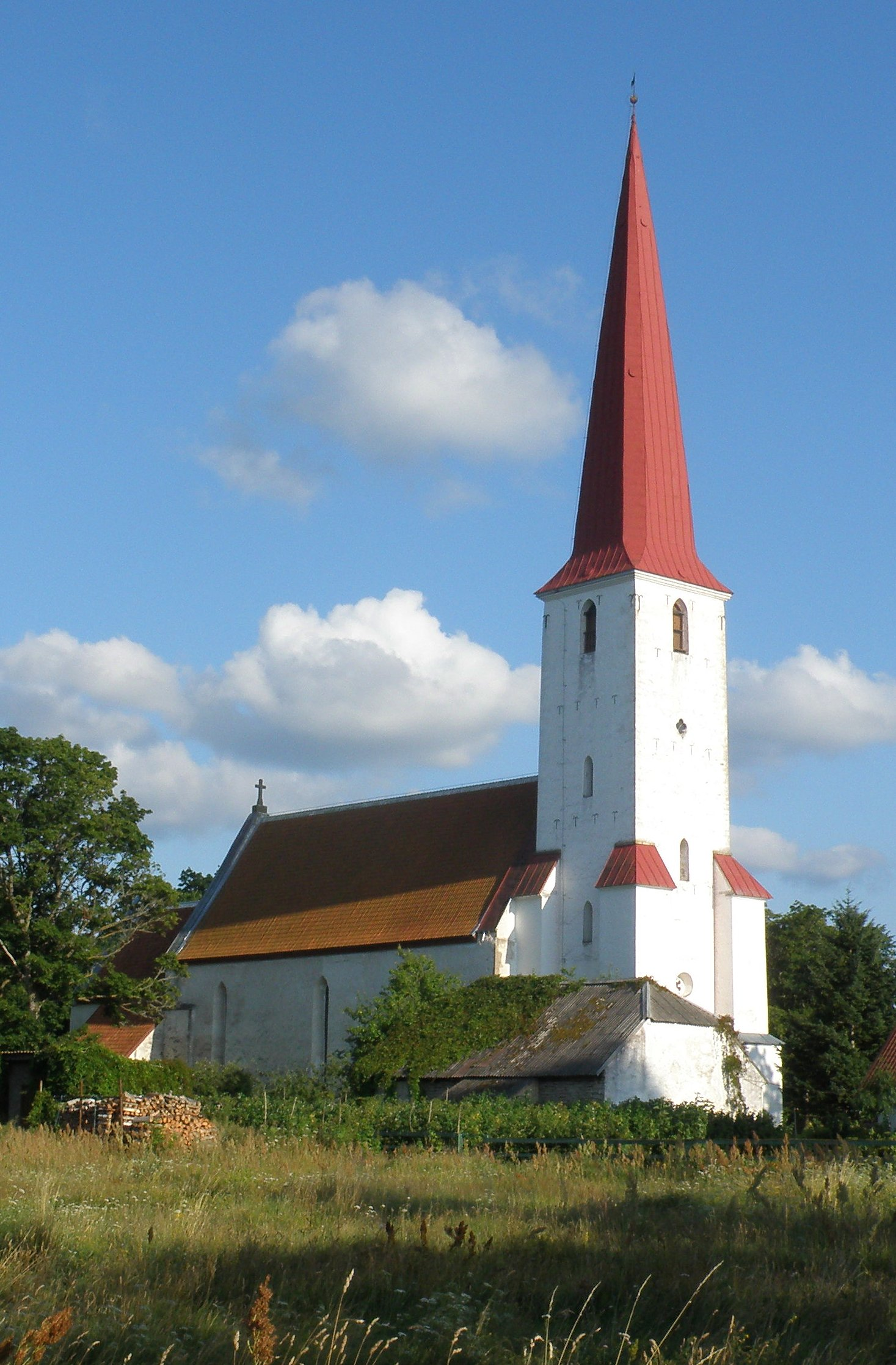
Церква Міхклі
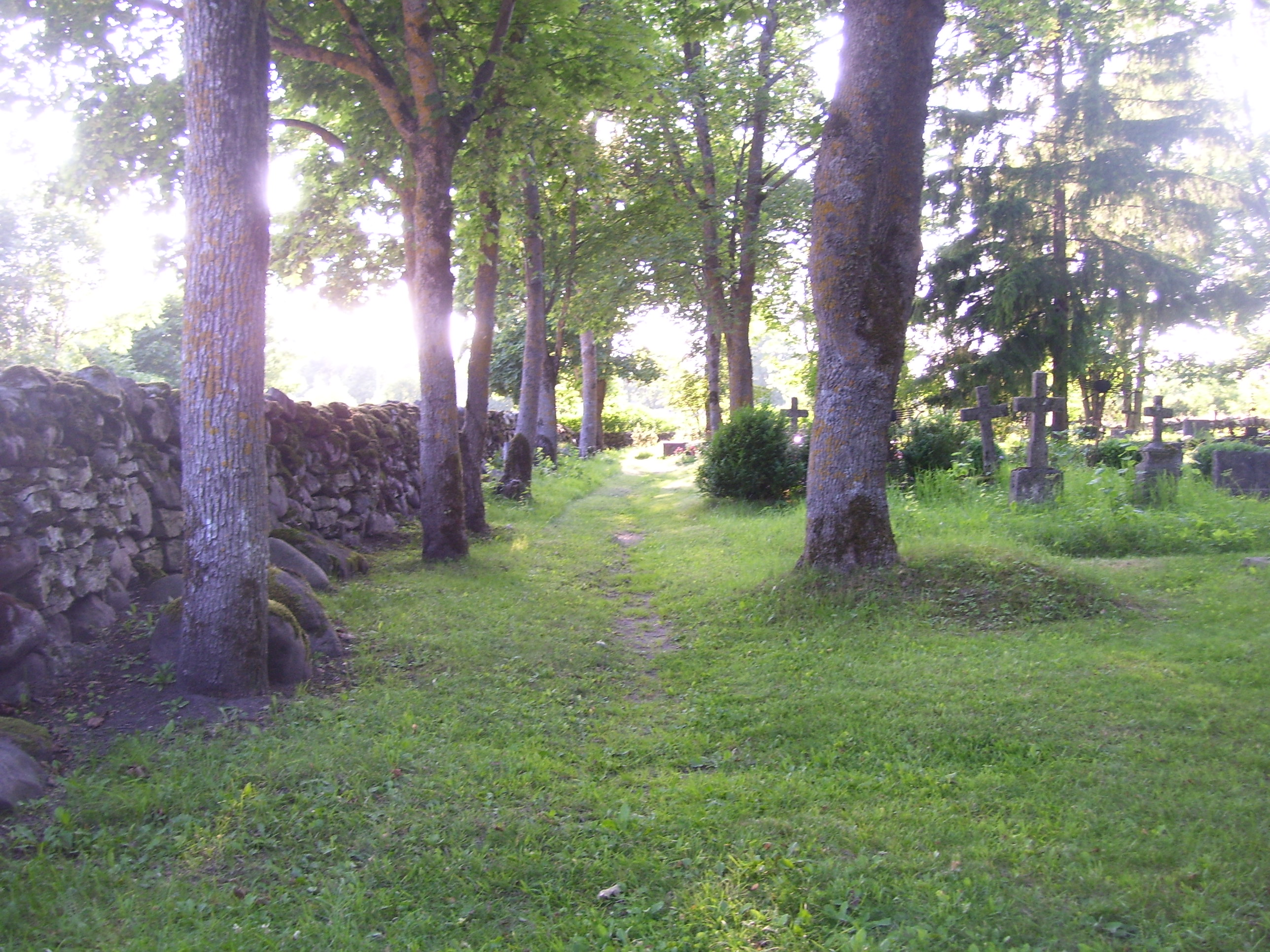
Кладовище
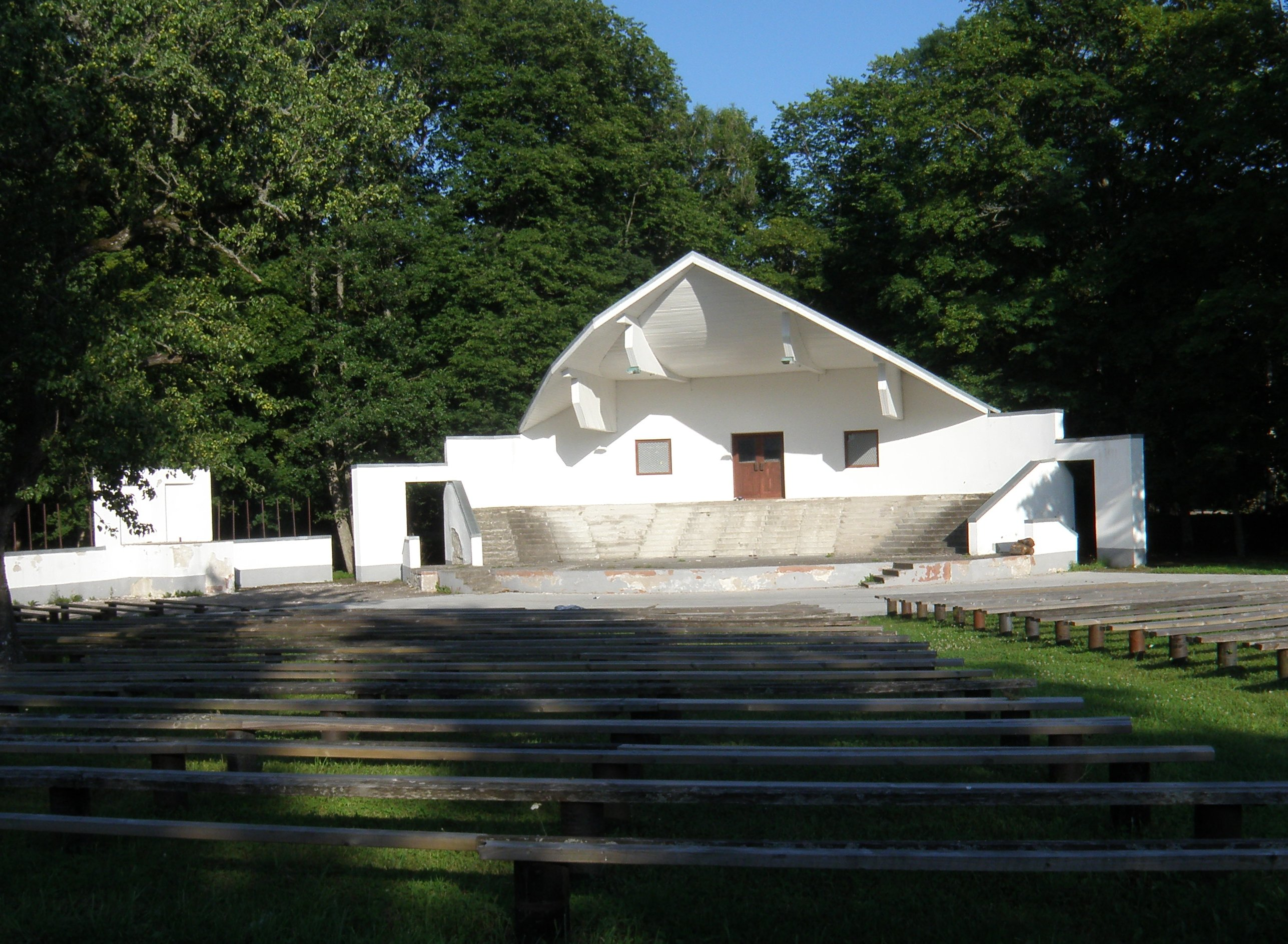
Співоча арка